# ماريت لارسن
ماريت لارسن (بالنرويجية: Marit Larsen)‏ (و. 1983  م) هي موسيقية، ومغنية، ومغنية مؤلفة، وعازفة قيثارة، وعازفة بيانو نرويجية، ولدت في لورينسكوغ.

## التعليم
تعلمت في جامعة أوسلو.

## جوائز
حصلت على جوائز منها:
- Alarmprisen in pop ‏ (2007)
- Spellemann Award for the videoclip of the year ‏ (2006)
- Spellemann Award for female artist of the year ‏، عن عمل: Under the Surface [الإنجليزية]‏ (2006).

## وصلات خارجية
- ماريت لارسن على موقع IMDb (الإنجليزية)
- ماريت لارسن على موقع ميوزك برينز (الإنجليزية)
- ماريت لارسن على موقع أول ميوزيك (الإنجليزية)
- ماريت لارسن على موقع ديسكوغز (الإنجليزية)
- ماريت لارسن في قاعدة بيانات الأفلام على الإنترنت